# 深圳機場碼頭

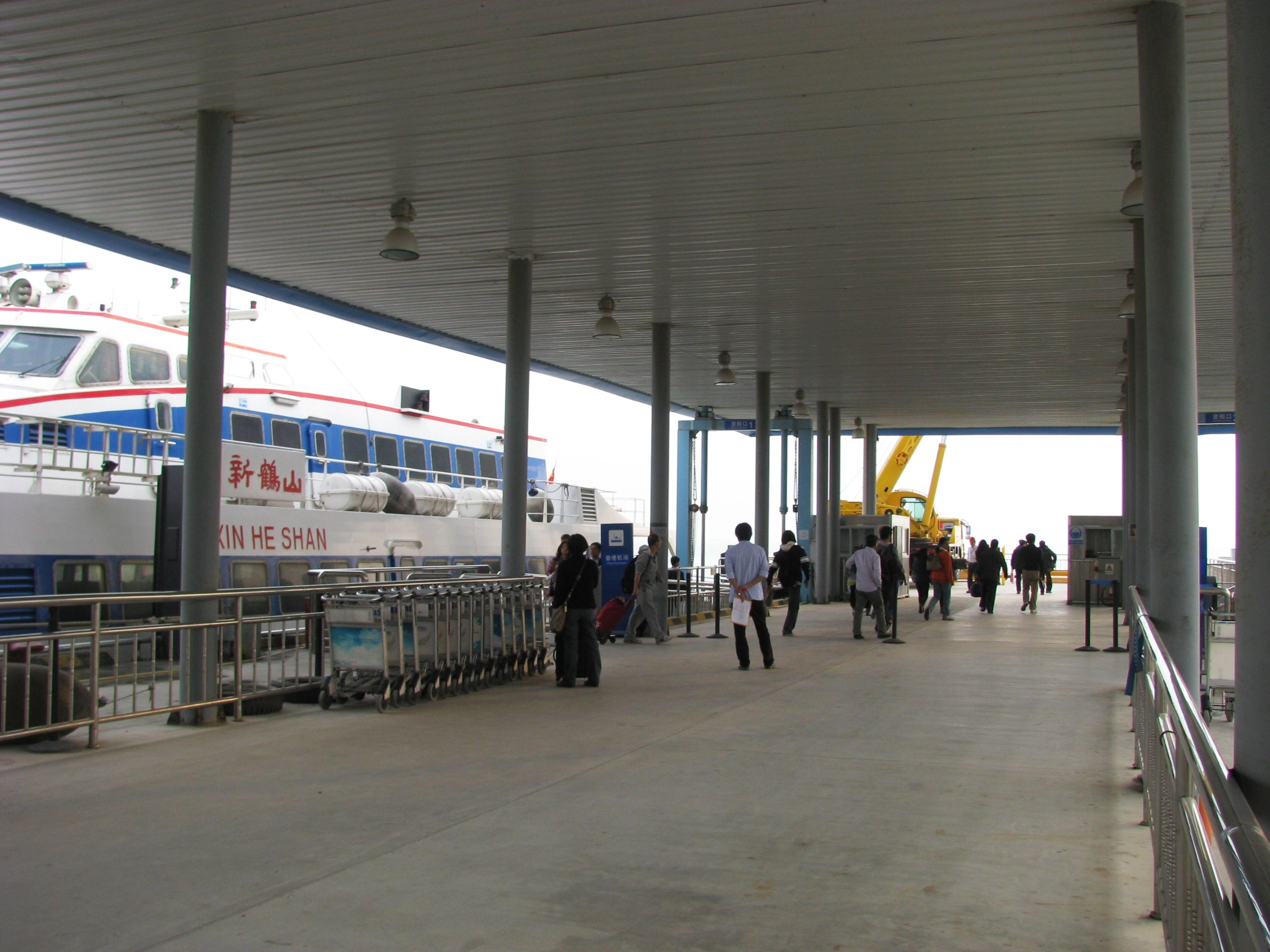
深圳机场码头

深圳机场码头（旧称深圳机场福永码头或福永码头）位於中華人民共和國廣東省深圳市寶安區航城街道，在深圳寶安國際機場区的西南角，距離為2公里，车程5分钟。深圳机场码头是國家一類客貨開放口岸，年均出入境旅客吞吐量超過100萬，貨物吞吐量超過150萬噸，國際集裝箱吞吐量超過10萬標箱。口岸設有海關、邊檢、檢驗檢疫、港監等聯檢駐港單位，採用電腦聯網、電腦驗證。

## 服務
深圳机场码头現開通有深圳寶安國際機場至香港中港城碼頭、澳門外港碼頭、澳门氹仔碼頭、珠海九洲港、珠海橫琴碼頭的客运渡轮航线，还开行“海上彩虹号”前海湾观光航线。
貨運業務方面，深圳机场码头主要經營香港及國內各水上航線貨運（含集裝箱）業務，提供裝卸、倉儲及陸路聯運等服務。

## 交通

### 陸路
- 107国道
- 京港澳高速（广深高速）
- 沈海高速（机荷高速）

### 海上
- 至香港中港城碼頭约70分钟航程。
- 至澳門约80分钟航程。
- 至珠海约65分钟航程。